# Two Dancers
Albums de Wild Beasts
Limbo, Panto
(2008) Smother
(2011)
Two Dancers est un album de Wild Beasts, sorti en 2009.

## L'album
Nommé pour le Mercury Prize en 2010, il fait partie des 1001 albums qu'il faut avoir écoutés dans sa vie.

### Titres
Tous les titres sont crédités au nom du groupe.
1. The Fun Powder Plot (5:35)
2. Hooting & Howling (4:35)
3. All the King's Men (3:59)
4. When I'm Sleepy (2:09)
5. We Still Got the Taste Dancin' on Our Tongues (4:35)
6. Two Dancers (I) (4:06)
7. Two Dancers (II) (2:37)
8. This Is Our Lot (4:32)
9. Underbelly (1:54)
10. Empty Nest (3:24)

### Musiciens
- Hayden Thorpe : voix, guitare, basse, claviers
- Tom Fleming : voix, basse, claviers, guitare
- Ben Little : guitar
- Chris Talbot : batterie, voix

### Classements

#### Distinctions
| Publication      | Pays        | Distinction                     | Année | Classement |
| ---------------- | ----------- | ------------------------------- | ----- | ---------- |
| Drowned in Sound | Royaume-Uni | Top 50 des années 2009          | 2009  | #8         |
| The Fly          | Royaume-Uni | Meilleur album de 2009          | 2009  | #1         |
| The Guardian     | Royaume-Uni | Top albums de 2009              | 2009  | #3         |
| NME              | Royaume-Uni | Albums de l'année               | 2009  | #4         |
| Pitchfork        | États-Unis  | Top 50 Albums de 2009           | 2009  | #22        |
| Q                | Royaume-Uni | 50 meilleurs albums de 2009     | 2009  | #41        |
| The Sunday Times | Royaume-Uni | top 100 des albums de 2009      | 2009  | #5         |
| NME              | UK          | Meilleurs albums de la décennie | 2009  | #42        |

#### Charts
| Chart (2009) | Place |  | UK Albums Chart | 68 |